# Rattus xanthurus
Rattus xanthurus — один з видів гризунів роду пацюків (Rattus).

## Поширення
Цей вид відомий тільки з північно-східного Сулавесі, Індонезія з прибережних районів близько 1000 м. Записаний з первинних низинних вологих тропічних лісів.

## Морфологічні особливості
Маленькі гризуни завдовжки 240—260 мм, хвіст — 293—330 мм, стопа — 45 — 48 мм.

## Зовнішній вигляд
Хутро посипане довгими жорсткими чорними волосками. Верхні частини коричнево-сіруваті, з чорнуватим та жовтуватим відтінками, особливо на хребті, а вентральні частини та щоки білі. Задня частина ніг темно-коричнева. Хвіст довший, ніж голова і тіло, чорніє біля основи і жовтуватий на кінці. Каріотип 2n = 42 FN = 59-60.

## Звички
Це наземний, як передбачається, плодоїдний вид.

## Загрози та охорона
Він перебуває під загрозою втрати місць проживання, через вирубку лісу і перетворення земель у сільськогосподарський оборот. Цілком імовірно, що цього великого пацюка полюють задля їжі. Він присутній у англ. Bogani Nani Wartabone National Park і може бути присутнім в інших охоронних територіях.